# Chariton (Iowa)
Chariton település az Amerikai Egyesült Államok Iowa államában, Lucas megyében, melynek megyeszékhelye is. Lakosainak száma 4193 fő (2020. április 1.).

## Népesség
A település népességének változása:

| 2010 | 4 321 |
| 2020 | 4 193 |